# Зірочки кримські
Зірочки кримські (Gagea taurica) — вид рослин з родини лілійних (Liliaceae); зростає на Кримському півострові й північному Кавказі.

## Опис
Багаторічна рослина 8–15 см. Прикореневий листок 1, жорсткий, вузько-лінійний. Суцвіття з 1–2(3) квіток, квітконіжки прямі, міцні. Листочки оцвітини 12–15 мм. 

## Поширення
Зростає на Кримському півострові й північному Кавказі. Вказаний для Молдови.
В Україні зростає на сухих кам'янистих і трав'янистих схилах, в гори піднімається до яйл — у Криму, зрідка.